# 須田勉
須田 勉（すだ つとむ、1945年(昭和20年) - ）は、日本の考古学者、元国士舘大学教授。

## 経歴
埼玉県生まれ。1969年早稲田大学教育学部卒業。文化庁記念物課文化財調査官を経て、1992年国士舘大学文学部専任講師、96年助教授、2000年教授。2012年「長屋王政権と地方政策に関する考古学的研究」で早大博士（文学）。2016年定年退任。

## 著書
- 『古代東国仏教の中心寺院・下野薬師寺』新泉社、シリーズ「遺跡を学ぶ」2012
- 『日本古代の寺院・官衙造営 長屋王政権の国家構想』吉川弘文館、2013
- 『国分寺の誕生　古代日本の国家プロジェクト』吉川弘文館・歴史文化ライブラリー、2016

### 共編
- 『国分寺の創建 思想・制度編』佐藤信共編 吉川弘文館、2011
- 『国分寺の創建 組織・技術編』佐藤信共編 吉川弘文館、2013
- 『東国の古代官衙』古代東国の考古学 阿久津久共編 高志書院、2013

## 参考
- [ISBN　978-4-642-04606-0]
- J-GLOBAL
- 国士舘大学